# Xibom Bombom
Xibom Bombom é um álbum de estúdio da banda de axé As Meninas, lançado em 1999 pela Universal Music. Este disco foi certificado com disco de ouro pela ABPD pelas mais de 100 mil cópias vendidas no Brasil.

## Faixas
| N.º | Título                                                      | Compositor(es)                                                              | Duração |  |
| 1.  | "Xibom Bombom"                                              | Rogério Gaspar / Wesley Rangel                                              | 3:47    |  |
| 2.  | "Eu Tenho A Manha"                                          | Dito / Jorge Zarath                                                         | 3:20    |  |
| 3.  | "Pot-Pourri: Samba da Nega Maluca / Cadeirudo / Samba Lelê" | Dinho San; Ednaldo / Binho Bala; Domínio Público (adaptação: Robson Nonato) | 3:35    |  |
| 4.  | "Leva Motô"                                                 | Tenison Del Rey / Carlos Neto                                               | 3:26    |  |
| 5.  | "Feijão Com Arroz"                                          | Beto Jamaica / Val do Cavaco / Tutuca Crença e Fé / Serginho                | 2:52    |  |
| 6.  | "Quente Como Verão"                                         | Pierre Onassis / Beto Correa                                                | 3:16    |  |
| 7.  | "Sabe Amor"                                                 | Geraldo Pitta                                                               | 3:49    |  |
| 8.  | "Jeito Meigo"                                               | Bebeto / Virgílio                                                           | 3:27    |  |
| 9.  | "Menina Brasileira"                                         | Rogério Gaspar                                                              | 3:14    |  |
| 10. | "Esconde-Esconde"                                           | Alain Tavares                                                               | 3:29    |  |
| 11. | "Tá Ficando Sério"                                          | Ana Lívia                                                                   | 3:44    |  |
| 12. | "Taboca"                                                    | Alexandre Guedes / Cícero Menezes                                           | 2:58    |  |
| 13. | "Brincar De Princesa"                                       | Cássio Calazans / Everton                                                   | 3:20    |  |
| 14. | "Nem Sempre Faz Sentido"                                    | Carlinhos Marques / Alexandro Rangel                                        | 3:24    |  |

## Certificações
| Brasil (Pro-Música Brasil)                | Ouro | 1999 | 100.000* |
| *número de vendas baseado na certificação |      |      |          |